# شکل دروغین

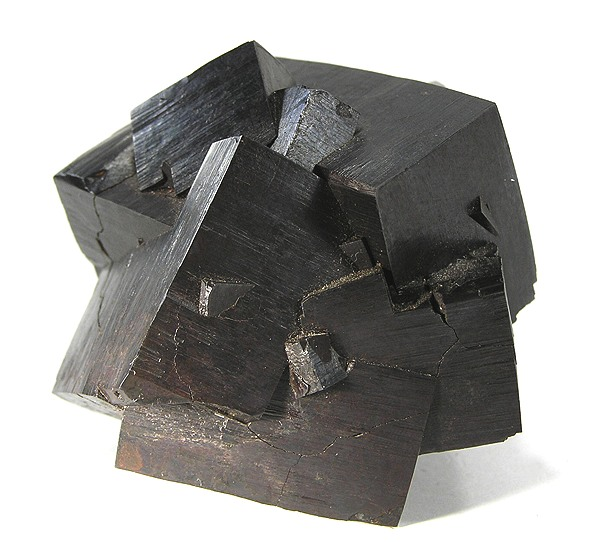
شکل دروغین گوتیت پس از پیریت

در کانی‌شناسی، شکل دروغین (به انگلیسی: Pseudomorph)، یک کانی یا ترکیب معدنی است که به شکل نامعمول (سیستم بلوری) پدیدار می‌شود، ناشی از فرایند جایگزینی است که در آن ظاهر و ابعاد ثابت می‌ماند، اما کانی اصلی با کانی دیگری جایگزین می‌شود. این نام در لغت به معنای «شکل دروغین» است.
اصطلاحات برای شکل دروغین «جایگزین پس از اصلی» است، مانند بروکیت پس از روتیل.